# تشارلز كينت (لاعب اتحاد الرغبي)
تشارلز كينت (بالإنجليزية: Charles Kent)‏ هو لاعب اتحاد الرغبي بريطاني، ولد في 4 أغسطس 1953، وتوفي في 23 مارس 2005.